# 楠泰尔大学站
楠泰尔大学站（法語：Gare de Nanterre-Université），是法国的一个铁路车站，位于上塞纳省楠泰尔。属于第三收费区（法語：Zone 3）。

## 位置
楠泰尔大学站位于楠泰尔市区内，建在楠泰尔大学西侧，是一个属于大区快铁A线A1支线及巴黎圣拉扎尔线的一座车站。原属于巴黎到圣日耳曼铁路地下车站，2015年12月17日重建。